# Carança
Die Carança (katalanisch: Torrent de Carançà) ist ein Gebirgsfluss in Nordkatalonien, der im äußersten Süden Frankreichs, im Département Pyrénées-Orientales in der Region Okzitanien verläuft.

## Geographie

### Verlauf
Die Carança entspringt dem Bergsee Estany Negre beim Gipfelgrat der östlichen Pyrenäen, nahe der Grenze zu Spanien, an der Westflanke des Pic de l’Infern (2869 m), im Gemeindegebiet von Fontpédrouse. Sie entwässert in einer S-Kurve generell Richtung Norden durch den Regionalen Naturpark Pyrénées Catalanes in einem kaum besiedelten Gebiet, passiert die Schutzhütte Refuge du Ras de la Carança und erreicht sodann das Gemeindegebiet von Thuès-Entre-Valls, das er zur Gänze durchquert und am nördlichen Ende nach insgesamt rund 15 Kilometern als rechter Nebenfluss in die Têt einmündet. Der Durchbruch ins Tal der Têt erfolgt mit der sehenswerten Schlucht Gorges de la Carança. Im Mündungsabschnitt quert die Carança die Bahnstrecke Ligne de Cerdagne.

### Orte am Fluss
(Reihenfolge in Fließrichtung)
- Refuge du Ras de la Carança, Gemeinde Fontpédrouse
- Thuès-Entre-Valls